# Dreams From Above
Singles par Globe
Over the Rainbow
(2002) Seize the Light
(2002)
Dreams From Above (titré en minuscules : dreams from above) est un single attribué à "Globe vs Push" (globe vs push), collaboration entre le groupe Globe et le DJ Push.

## Présentation
Le single, écrit, composé et produit par Tetsuya Komuro (de Globe) et M.I.K.E. (alias de Push), sort le 30 juillet 2002 au Japon sur le label Avex Globe, quatre mois après le précédent single de Globe, Over the Rainbow / Inspired From Red & Blue. 
Il atteint la 12e place du classement des ventes de l'Oricon, et reste classé pendant trois semaines. Il se vend à quelques 25 000 exemplaires, étant alors le single le moins vendu du groupe à l'exception de Garden. Une version promotionnelle du single au format vinyle sort aussi, avec les mêmes titres.
La chanson-titre, de genre Trance, a été utilisée comme thème musical pour les retransmissions du championnat du monde de Volley-ball 2002 sur la chaine TBS. 
Le single contient aussi sa version instrumentale et deux versions remixées, une par Tetsuya Komuro et l'autre par Push ; le remix de Komuro figurera sur les albums de remix de Globe Global Trance 2 de 2002 et Global Trance Best de 2003. 
La chanson originale figurera quant à elle sur l'album Cyber Trance Presents J-Trance qui sortira un an plus tard, et bénéficie d'un clip vidéo qui figurera sur le DVD de l'album de Globe Global Trance Best.
Globe et Push collaboreront à nouveau sur le single Tranceformation fin 2002.

## Liste des titres
Les chansons sont écrites, composées, arrangées et mixées par Tetsuya Komuro et M.I.K.E. (paroles de rap du titre n°2 par Marc). 
| CD    | CD                                                                                                | CD    | CD | CD | CD | CD | CD | CD | CD |
| No    | Titre                                                                                             | Durée |    |    |    |    |    |    |    |
| ----- | ------------------------------------------------------------------------------------------------- | ----- | -- | -- | -- | -- | -- | -- | -- |
| 1.    | Dreams From Above (Cyber Trance Original Mix ~ aka Push vs Globe Synergy Mix) (Version originale) | 8:14  |    |    |    |    |    |    |    |
| 2.    | Dreams From Above (TK Mix) (Version remixée par Tetsuya Komuro)                                   | 9:06  |    |    |    |    |    |    |    |
| 3.    | Dreams From Above (Push European Mix) (Version remixée par Push)                                  | 8:13  |    |    |    |    |    |    |    |
| 4.    | Dreams From Above (Cyber Trance Instrumental) (Version instrumentale du premier titre)            | 8:12  |    |    |    |    |    |    |    |
| 33:45 |                                                                                                   |       |    |    |    |    |    |    |    |

| A1. | Dreams From Above (Cyber Trance Original Mix ~ aka Push vs Globe Synergy Mix) (Version originale) | 8:14 |
| A2. | Dreams From Above (Cyber Trance Instrumental) (Version instrumentale du premier titre)            | 8:12 |
| B1. | Dreams From Above (TK Mix) (Version remixée par Tetsuya Komuro)                                   | 9:06 |
| B2. | Dreams From Above (Push European Mix) (Version remixée par Push)                                  | 8:13 |

## Tranceformation
Tranceformation est un single attribué à "Push vs Globe" (push vs globe), collaboration entre le DJ Push et le groupe Globe.
Il sort au format vinyle (12") en Belgique en décembre 2002 sur le label Bonzai Records. Une version promotionnelle sort le 24 mars 2003 au Royaume-Uni sur le label UK Bonzai avec une "face B" différente. Une autre version promotionnelle sort au Japon en 2003 sur le label Avex Trax, mais contenant une version de la chanson-titre remixée par Push, figurant aussi sur l'album de remix Global Trance Best de 2003.
| A. | Tranceformation       | 7:49 |
| B. | Universal Nation 2002 | 9:04 |

| A. | Tranceformation | 7:49 |
| B. | Electro Fever   | 9:34 |

| A. | Tranceformation (Push Transcendental Vocal Mix) |  |
| B. | Tranceformation (Push Transcendental Dub Mix)   |  |